# Grimselsee
Der Grimselsee ist ein Stausee im Quellgebiet der Aare im Berner Oberland auf dem Gebiet der Gemeinde Guttannen. Er ist der grösste (Volumen: etwa 100 Mio. m³) von mehreren benachbarten Stauseen, aus denen die Wasserkraftwerke der Kraftwerke Oberhasli AG gespeist werden. Der See liegt nur wenig unterhalb und auf der Nordseite des Grimselpasses. Die Passstrasse, von der aus das zwischen den beiden Staumauern des Sees gelegene Grimselhospiz zugängig ist, führt ein kurzes Stück am See entlang. Das obere Ende des Sees stösst an den Unteraargletscher. Kurz vorher mündet von links der weiter oben ebenfalls gestaute Oberaarbach (Oberaarsee) in den Grimselsee.

## Geschichte
Die beiden Staumauern Seeuferegg (Gewichtsmauer, 42 Meter hoch) und Spitallamm (Bogengewichtsmauer, 114 Meter hoch) wurden im Jahre 1932 fertiggestellt.
Für die Staumauer Spitallamm war eine Sanierung notwendig, da sie seit den 1960er-Jahren einen Riss zwischen Luft- und Wasserseite aufwies. Anstelle einer Sanierung wurde 2019 mit dem Neubau einer talseitig neben der Spitallamm-Mauer gelegenen neuen doppelt gekrümmten Bogenstaumauer begonnen, dies vorerst in gleicher Höhe wie die alte Mauer. Nach der bei Arbeitsbeginn für 2025 geplanten Fertigstellung der neuen Mauer bleibt die alte Mauer im See stehen, dies auch aus Denkmalschutzgründen. Die neue Mauer ist so dimensioniert, dass eine spätere Erhöhung möglich ist.
Projekt KWO plus
Die Kraftwerke Oberhasli AG (KWO) plant mit dem Projekt «KWO plus» unter anderem eine Vergrösserung des Grimselsees. Dabei sollen dessen Staumauern um 23 Meter erhöht und das Volumen um 75 Mio. m³ (79 %) vergrössert werden. Durch den höheren Wasserstand des Sees würde die heutige Strasse zum Grimselpass auf einer Länge von 700 m überflutet. Das Projekt plant als Ersatz den Bau einer Schrägseilbrücke zwischen zwei etwa 70 m hohen Pylonen über den See.
Umweltschützer waren der Meinung, im Oberlauf des Sees vorhandene Moore, die bei Ausdehnung des Grimselsees überflutet würden, seien von nationaler Bedeutung und würden unter Artikel 78 der Bundesverfassung fallen. Eine Kammer des Verwaltungsgerichts Bern hob mit Entscheid vom 22. Dezember 2015 die Konzession des Grossen Rates aus dem Jahr 2012 auf. KWO legte gegen den Entscheid Beschwerde ein. Am 5. April 2017 urteilte eine Kammer des Bundesgerichts, der Bundesrat habe seinen Ermessensspielraum nicht überschritten, als er die südliche Grenze der Moorlandschaft Grimsel 27 Meter über dem heutigen Seespiegel festlegte.

## Technische Daten der Staumauern
| Seeuferegg und Spitallamm              | Seeuferegg und Spitallamm    | Seeuferegg und Spitallamm |
| -------------------------------------- | ---------------------------- | ------------------------- |
| Fertigstellung:                        | 1932                         | 1932                      |
| Sperrentyp:                            | Gewichtsstaumauer Seeuferegg | Bogenstaumauer Spitallamm |
| Kronenlänge:                           | 352 m                        | 258 m                     |
| Höhe:                                  | 42 m                         | 114 m                     |
| Sperrenvolumen:                        | 70'000 m³                    | 340'000 m³                |
| Einzugsgebiet:                         | 74,4 km²                     | 74,4 km²                  |
| Stauvolumen:                           | 101 Mio. m³                  | 101 Mio. m³               |
| Oberfläche:                            | 272 ha                       | 272 ha                    |
| Länge:                                 | 5,3 km                       | 5,3 km                    |
| Kapazität:                             | 97 m³/s                      | 97 m³/s                   |
| Kraftwerke Oberhasli AG, Innertkirchen |                              |                           |

## Bilder

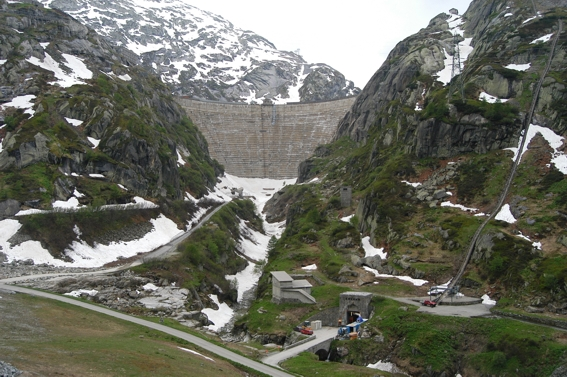
Bogenstaumauer Spitallamm
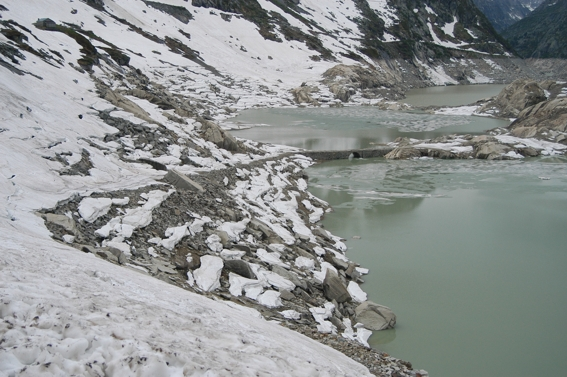
Entleerter See
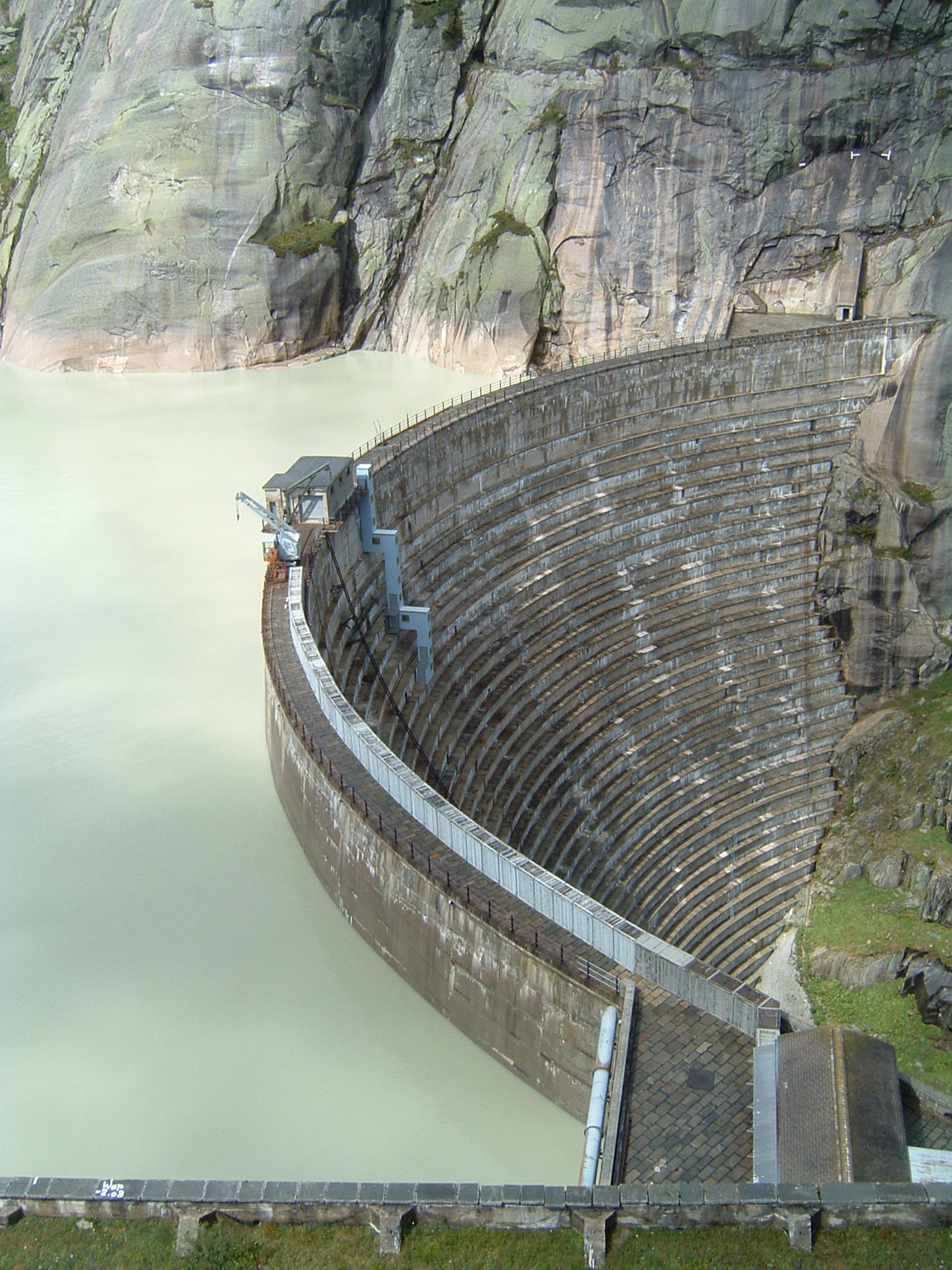
Blick auf die Spitallammtalsperre vom Besucherzentrum aus gesehen
Blick auf den Grimselsee sowie auf den Räterichsbodensee
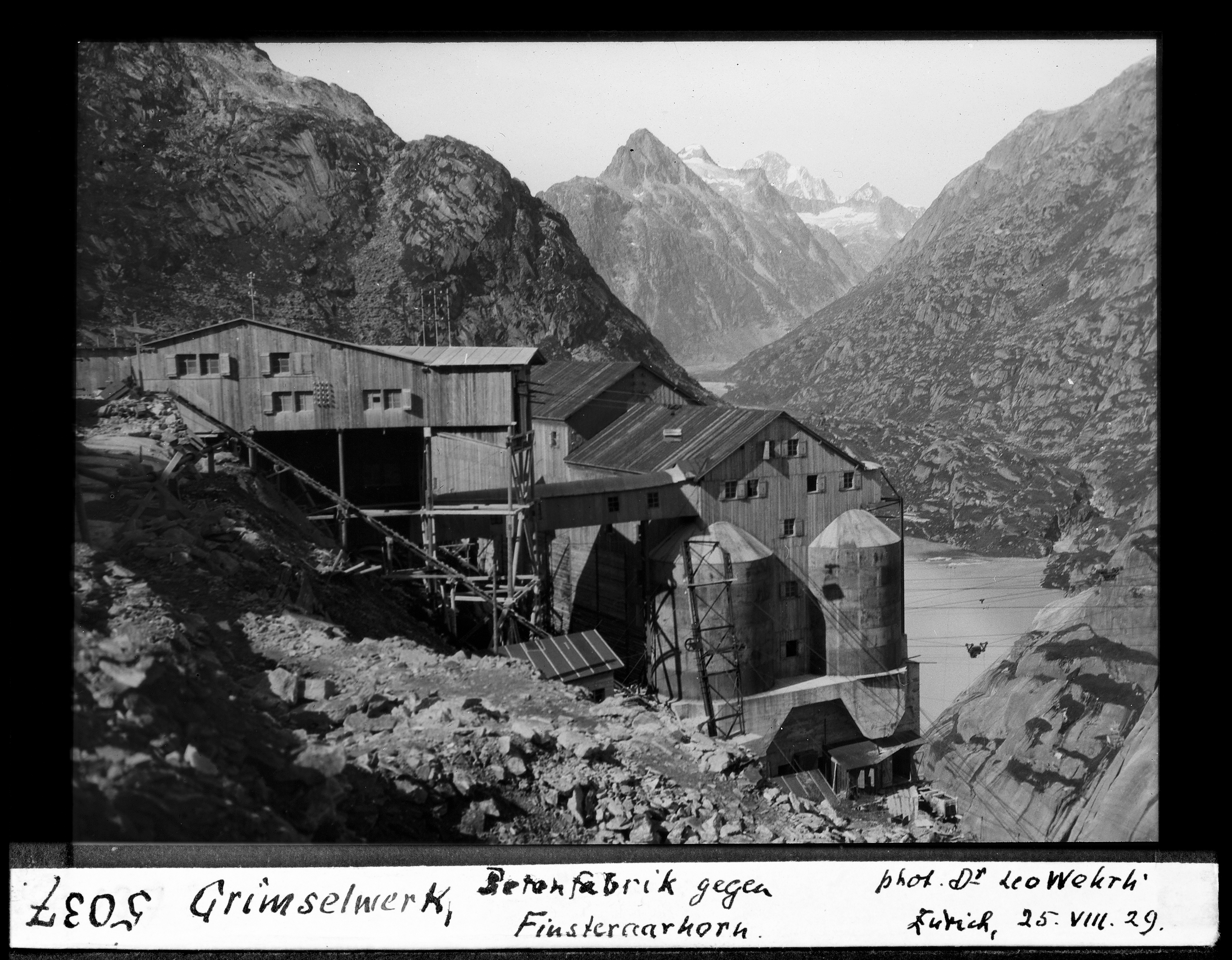
Betonfabrik auf der Baustelle, 1929
Luftbild von Walter Mittelholzer, 1934